# Andrzej Koszewski
Andrzej Koszewski, né le 26 juillet 1922 à Poznań et mort le 17 février 2015, est un compositeur et un musicologue polonais. Son œuvre la plus connue est Muzyka fa-re-mi-do-si. Composée en 1960, cette partition pour chœur a été écrite pour l’anniversaire de la naissance de Frédéric Chopin. 

## Biographie
Ses études sous la direction d’Adolf Chybiński incluent la théologie musicale et la composition, cette discipline ayant été suivie au Collège national de musique de Poznań en 1953, et la composition avec Stefan Bolesław Poradowski. Dans les années 1953-58, il poursuivit ses études auprès de Tadeusz Szeligowski en tant qu’élève à l’École supérieure de musique d’État de Varsovie. Il en sort diplômé (post-grade). Il est diplômé en musicologie à l'Université de Poznań. Il enseigne la composition au Collège national de musique de Poznań dès 1957. Il obtient le titre de professeur en 1978.  
Le travail d'Andrzej Koszewski, surtout ses pièces pour chœurs, a été notamment enregistré lors de festivals et concours internationaux organisés en Europe, en Asie et en Amérique. 

## Œuvres
- Concerto grosso (1947) pour orchestre à cordes[3]
- Kashubian Suite (1952) pour chœur mixte
- Petits yeux bleus (1952) pour chœur mixte ou pour chœur de garçons
- Allegro symphonique (1953) pour orchestre
- Sonata Breve (1954) pour piano seul
- Trio pour piano, violon, violoncelle (1955)
- Sinfonietta (1956) pour orchestre
- Muzyka fa-re-mi-do-si (1960) pour chœur mixte
- Intermezzo (1962) pour piano seul
- La Espero (1963) pour deux chœurs mixtes
- Zdrowaś Królewno Wyborna, salut princesse sublime (1963) pour chœur mixte
- Triptyque "Grande Pologne" (1964) pour chœur mixte
- Nicolao Copernico Dedicatum (1966) pour chœur mixte
- Jeux (1968) pour chœur mixte
- Réunion à Szczecin (1968) pour chœur mixte
- Les graines de poivre (1969) pour piano seul
- Mała suita nadwarciańska, petite suite (1969) pour chœur mixte
- Trois Berceuses (1969) pour soprano et piano
- Przystroję, Ornementations (1970) pour piano seul
- Ba-No-Sche-Ro (1971/72) pour chœur mixte
- Da Fischiare (1973), trois études pour groupes de siffleurs
- Canzone e Danza (1974) pour chœur
- Prologue (1975) pour chœur mixte
- Trois chants de Noël (1975) pour chœur mixte
- Trois Sonatines (1978) pour piano seul
- Ad Musicam (1979) pour orchestre vocal
- Campana (1980) pour chœur mixte
- Lubusz, suite (1984) pour chœur

## Distinctions
- Ministère de la Culture et des Arts, Pologne, en (1967), (1973), (1977) et du premier degré (1978), (1982) et (1988)[2]
- Ville et Voïvodat de Poznań en (1968)
- Premier ministre pour la créativité pour les enfants et les jeunes (1982)[2]
- Prix annuel de l’Union des compositeurs polonais (1986)
- Prix Jerzy Kurczewski (2003)[2]
- La statuette « Golden Hipolit », une distinction décernée par la Société Hipolit Cegielski (2008)[2].